# Sjökumla missionsförsamling
Sjökumla missionsförsamling är en församling i Västra Stenby, Motala kommun inom Örebromissionen. Församlingen tillhör numera Equmeniakyrkan.

## Administrativ historik
Den 16 november 1930 bildades Sjökumla missionsförening. Man bytte namn på församlingen 14 februari 1932 till Sjökumla missionsförsamling.

## Pastorer
- Oscar Gustavsson
- John Johansson-Ydreborg
- Hugo Ahlqvist
- Emil Kolbrink
- Arvid Jahnson
- 1950-1962 - Knut Mattson
- 1962-1966 - Åke Thollander
- 1968-1974 - Gunnar Mering
- 1975-1978 - Lars-Uno Andresson
- 1979-1987 - Ivan Czitrom
- 1988-1994 - Lennart Johansson
- 1994-1996 - Kristina Färdeman
- 1996-1998 - Ingela Bergström
- 2000-2002 - Lena Wentzel
- 2003-2009 - Eva-Lisa Laxholm
- 2009-2015 - Håkan Andersson
- 2015-2018 - Lennart Johansson[2]

## Församlingens kyrkor
- Sjökumla missionshus